# Презветеријанска црква Судана
Презветеријанска црква Судана (енгл. Presbyterian Church of the Sudan) је трећа по бројности хришћанска црква у Јужном Судану. Има око милион верника, 265 свештеника и приближно 500 заједница. Чланица је Већа цркава Новог Судана.

## Историјат
Прва презветеријанска мисија у Судану успостављен током 1890-их година. Њихови зачетници били су амерички мисионари из Египта. Црква је првобитно установљена у Картуму главном граду данашњег северном Судана. Убрзо је напуштена и препуштена коптским евангелистима, а свештенство се преселило на југ (Јужни Судан) почетком 1900-их. Нови центар постао је град Малакал, данашње администривно средиште вилајета Горњи Нил. Наредбом владе Судана из 1962. године сви мисионари морали су да напусте земљу. Презветеријанска црква остале је у рукама малобројних суднаских свештеника који су наставили да шире веру по Јужном Судану.